# La Bíblia (pel·lícula)
 La Biblia  (títol original:  The Bible: In the Beginning...) és una pel·lícula estatunidenco-italiana dirigida per John Huston, estrenada el 1966. Ha estat doblada al català.

## Argument
La pel·lícula explica els 22 primers capítols de la Gènesi i es divideix en tres grans seccions: Adam i Eva, l'Arca de Noé i la història d'Abraham. Hi ha igualment dues seccions més curtes: la construcció de la Torre de Babel, situada entre les de Noè i d'Abraham, i la de la destrucció de Sodoma i de Gomorra, integrada en la secció d'Abraham. La idea general de la pel·lícula són les aliances passades entre la divinitat i la humanitat (Adam i Eva, Noè, Abraham) i els moments on aquests aliances es van trencar (Babel, Sodoms i Gomorra).
La secció d'Adam i Eva comença per la Creació. La història d'Adam i Eva està evidentment centrada e l'episodi de la serp en el Jardí de l'Edèn. S'acaba amb l'homicidi d'Abel pel seu germà Caín, condemnat a errar sobre la Terra la resta de la seva vida.
La secció sobre Noè és explicada de manera una mica humorística. El patriarca és descrit com un personatge simple i simpàtica que viu una bonica relació amb els animals de l'arca durant el diluvi. La seva família qüestiona les seves decisions, però no contesta mai la seva autoritat i li fa confiança.
La història d'Abraham, per contra, és pintada de manera molt més ombrívola. L'home és descrit com el constructor d'una nació, el líder del seu poble, un pioner i un guerrer que tem Déu més que tot. Déu l'ha fet venir al país de Canaan i ell ha promès aquesta terra per la seva descendència. L'acció d'Abraham està centrada en l'espera d'un nen que Déu li ha promés igualment i que Sara ha de tenir, però que es fa esperar. El naixement d'Isaac és doncs un feliç esdeveniment. Desgraciadament, Abraham és literalment mort quan Déu li demana un sacrifici alguns anys més tard. Decideix tot i així obeir, però el Senyor atura el seu braç a l'últim moment. Aquesta última escena és probablement el moment més intens de la pel·lícula.

## Repartiment
- Michael Parks: Adam
- Ulla Bergryd: Eva
- George C. Scott: Abraham
- John Huston: Noè
- Stephen Boyd: Nimrod
- Richard Harris: Caín
- Ava Gardner: Sara
- Peter O'Toole: El missatger
- Zoe Sallis: Hagar
- Gabriele Ferzetti: Lot
- Eleonora Rossi Drago: La dona de Lot
- Franco Nero: Abel
- Pupella Maggio: La dona de Noè

## Al voltant de la pel·lícula
- Dino De Laurentiis havia anunciat, a l'època, que aquesta pel·lícula havia de ser la primera d'una sèrie que fes reviure els llibres de la Bíblia. Aquest projecte tan costós no va arribar a realitzar-se mai.
- John Huston havia tingut la idea original de demanar a Charles Chaplin interpretar el paper de Noè. Chaplin va refusar perquè no li agradava la idea d'aparèixer en una pel·lícula dirigida per un altre director. John Huston va decidir interpretar ell mateix el paper de Noè.
- El paper de Noè va ser igualment ofert a Alec Guinness.
- Les escenes de nuesa d'Adam i Eva en l'Edèn van ser filmades en un estil de clar-obscur. Ni Michael Parks ni Ulla Bergryd no van utilitzar dobles.
- Els animals utilitzats a les escenes del diluvi provenien del zoo de Roma.
- El rodatge es va desenvolupar de maig a desembre de 1964.
- La pel·lícula va ser nominada a l'Oscar a la millor banda sonora en la 39a cerimònia dels Oscars (1967).